# Argentina (zoologia)
Argentina è un genere di pesci Osmeriformi comprendenti 12 specie diffuse in tutti gli oceani.

## Descrizione
Occhi e testa grandi e bocca piccola. Le pinne pelviche sono inserite molto indietro, più indietro dell'origine della pinna dorsale. Le pinne pettorali sono molto basse, quasi sulla superficie ventrale. La pinna caudale è forcuta.

## Ecologia
Sono tutte marine. Vivono in genere su fondi molli sui piani circalitorale e batiale dove si nutrono di invertebrati (o anche di piccoli pesci) bentonici.

## Specie
- Argentina aliceae
- Argentina australiae
- Argentina brucei
- Argentina elongata
- Argentina euchus
- Argentina georgei
- Argentina kagoshimae
- Argentina sialis
- Argentina silus
- Argentina sphyraena
- Argentina stewarti
- Argentina striata